# 艾德尔·努里
艾德尔·努里（1979年11月12日—）是关塔那摩监狱关押的维吾尔人之一。2009年10月被移交到帕劳，此后在帕劳社区学院从事保安工作。2013年前往土耳其定居。